# Otok na Dobri
 Otok na Dobri  falu Horvátországban, Károlyváros megyében. Közigazgatásilag  Bosiljevóhoz tartozik.

## Fekvése
Károlyvárostól 28 km-re délnyugatra, községközpontjától 10 km-re délre, a Dobra bal partján, az A1-es autópálya mellett fekszik. A község legdélibb települése.

## Története
1857-ben 253, 1910-ben 184 lakosa volt. Trianon előtt Modrus-Fiume vármegye Vrbovskói járásához tartozott. 2011-ben 58-an lakták.

## Lakosság
| Lakosság változása | Lakosság változása | Lakosság változása | Lakosság változása | Lakosság változása | Lakosság változása | Lakosság változása | Lakosság változása | Lakosság változása | Lakosság változása | Lakosság változása | Lakosság változása | Lakosság változása | Lakosság változása | Lakosság változása | Lakosság változása |
| ------------------ | ------------------ | ------------------ | ------------------ | ------------------ | ------------------ | ------------------ | ------------------ | ------------------ | ------------------ | ------------------ | ------------------ | ------------------ | ------------------ | ------------------ | ------------------ |
| 1857               | 1869               | 1880               | 1890               | 1900               | 1910               | 1921               | 1931               | 1948               | 1953               | 1961               | 1971               | 1981               | 1991               | 2001               | 2011               |
| 253                | 222                | 205                | 213                | 172                | 184                | 159                | 199                | 221                | 220                | 205                | 171                | 134                | 116                | 67                 | 58                 |